# فرودگاه تک‌بانده لاوا کتیک
فرودگاه تک‌بانده لاوا کتیک (به انگلیسی: Lawa Cottica Airstrip) یک فرودگاه همگانی است . این فرودگاه در کشور سورینام قرار دارد.